# Liste der Stolpersteine in Spremberg
Die Liste der Stolpersteine in Spremberg führt Stolpersteine auf, die in der Stadt Spremberg im Landkreis Spree-Neiße verlegt wurden.
| Stolperstein | Name, Inschrift | Verlegeort | Verlegedatum | Information |
| ------------ | --- | --- | ------------ | --- |
|              | GESCHWISTER-SCHOLL-STR. WOHNTE ELFRIEDE RULLA GEB. GOLDMANN JG. 1894 VERHAFTET MÄRZ 1940 SOG. RASSENSCHANDE TOT 10. APRIL 1940 ZELLE IM RATHAUS AKTENVERMERK: SELBSTMORD | Geschwister Scholl Straße / Ecke Karl Marx Straße. Der Verlegeort ist nicht die letzte Wohnanschrift von Elfriede Rulla. Der Stolperstein wurde auf Wunsch von Gunter Demnig etwa 220 m vom damaligen Wohnhaus entfernt verlegt, da der ursprüngliche Verlegeort in einer Sackgasse mit wenig Fußgängerverkehr endet und der Sinn des Stolperstein damit nicht gegeben wäre. | 5. Okt. 2022 | Elfriede Rulla wurde am 9. Juli 1894 in Leobschütz in Schlesien geboren. Am 22. Dezember 1919 heiratet sie den Arbeiter Johannes Alfred Bruno Rulla. Aus dieser Ehe gingen zwei gemeinsame Kinder hervor, Tochter Lieselore (1920) und Sohn Hansjoachim (1921). Im Jahr 1924 zieht die Familie Rulla nach Trattendorf bei Spremberg, wo Bruna Rulla eine Anstellung im Kraftwerk Trattendorf gefunden hatte. Nach der Machtergreifung der Nationalsozialisten strebte Bruno Rulla Ideologie getrieben, auf der Grundlage der Nürnberger Rassegesetze im Jahre 1935 erfolglos die Scheidung an. Die Ehe war ab diesem Zeitpunkt zerbrochen. Elfriede und Bruno Rulla lebten seitdem, mit jeweils einem der Kinder, in getrennten Haushalten in Spremberg. Elfriede Rulla mit Tochter Liselore in der Wilhelmstraße 9 und Bruno Rulla mit Sohn Hansjoachim in der Kraftwerkstraße 8. Im Jahr 1939 strebte Bruno Rulla erneut die Scheidung an, worauf am 29. März 1940 das Scheidungsurteil erlassen wurde. Elfriede Rulla befand sich zu dieser Zeitpunkt unter dem Vorwurf der Rassenschande in Gewahrsam in einer Gefängniszelle im Rathaus in Spremberg, wo sie sich am 10. April 1940 durch Erhängen das Leben nahm. |
|              | HIER WOHNTE WALTER LEHMANN JG. 1903 IM WIDERSTAND /KPD VERRATEN VERHAFTET 1943 BRANDENBURG–GOERDEN GEFOLTERT ERMORDET 15.4.1944                                          | Dresdener Straße 35 | 4. Okt. 2023 | Walter Lehmann wurde am 11. Januar 1903 in Slamen bei Spremberg geboren. Er erlernt den Beruf des Webers und trat in die Kommunistischen Partei Deutschlands (KPD) ein. Mit dem Verbot der KPD im Jahr 1933, ging Lehmann in den Untergrund um von dort weiterhin tätig zu sein. Er engagiert sich im Roter Frontkämpferbund und im Bund demokratischer Sozialisten. Im Jahr 1943 wurde Lehmann verraten und inhaftiert. Zuerst kam er in das Zuchthaus Brandenburg-Görden und dann nach Berlin-Moabit. Nach sieben Monaten Untersuchungshaft verstarb Lehmann im Alter von nur 41 Jahren. |
|              | HIER WOHNTE SALO JACOB JG. 1878 UNFREIWILLIG VERZOGEN 1935 BRESLAU SCHUTZHAFT 1938 KZ BUCHENWALD DEPORTIERT 1942 THERESIENSTADT ERMORDET 2.4.1943                        | Lange Straße 39 | 4. Okt. 2023 | Salo Jacob wurde am 11. August 1878 in Lissa in Westpreußen geboren. Er erlernt den Beruf des Kaufmanns, den er aber anfangs wenig erfolgreich ausübte. 1906 verlobte er sich mit Klara Peiser und arbeitet fortan mit Klara im Geschäft eines Verwandten von Klara in Spremberg. Später übernahm er dann das Geschäft. 1935 verließ er Spremberg und zog mit Klara zu Bekannten nach Breslau. Ob dies mit dem seit 1933 alltäglichen Judenboykott im Dritten Reich zusammenhing, ist nicht zweifelsfrei geklärt, denn in Breslau eröffnet er wiederum ein Geschäft für Damenmode. Einen Tag nach der Reichspogromnacht 1938 wurde Jacob verhaftet und ins KZ Buchenwald überstellt, wo er 4 Wochen lang inhaftiert wurde und danach wieder nach Breslau zurückkehrte. Nach mehreren darauffolgenden Wohnortwechseln wurde Jacob mit seiner Frau Klara am 31. August 1942 verhaftet und nach Theresienstadt deportiert. Am 2. April 1943 stirbt Salo Jacob im Alter von 64 Jahren. |
|              | HIER WOHNTE KLARA JACOB GEB. PEISER JG. 1872 UNFREIWILLIG VERZOGEN 1935 BRESLAU SCHUTZHAFT 1938 KZ BUCHENWALD DEPORTIERT 1942 THERESIENSTADT ERMORDET 26.3.1943          | Lange Straße 39 | 4. Okt. 2023 | Klara Jacob geb. Peiser wurde am 14. November 1872 (oder 1873) geboren. Sie arbeitete in einem Modegeschäft in Spremberg, wo sie ihren späteren Ehemann Salo Jacob kennenlernte. 1935 verließ sie mit ihrem Mann Spremberg und zog zu Bekannten nach Breslau. Ob dies mit dem seit 1933 alltäglichen Judenboykott im Dritten Reich zusammenhing, ist nicht zweifelsfrei geklärt, denn in Breslau eröffnet sie mit ihrem Mann Salo wiederum ein Geschäft für Damenmode. Nach mehreren darauffolgenden Wohnortwechseln wurde Klara am 31. August 1942 verhaftet und nach Theresienstadt deportiert. Am 26. März 1943 stirbt Klara Jacob im Alter von 70 Jahren. |
|              | HIER WOHNTE NATHAN BERNFELD JG. 1872 AB 1938 ZWANGSARBEIT DEPORTIERT 1945 SAMMELLAGER SCHULSTRASSE 78 BERLIN BEFREIT                                                     | Pfortenstraße 8 Die Pfortenstraße 8 ist nicht die letzte bekannte Wohnadresse der Familie Bernfeld. Die letzte bekannte Wohnadresse lautet Friedrich Engels Platz 5 in Spremberg. Warum der Stolperstein in der Pfortenstraße und nicht in der Nähe der letzten Wohnadresse (Haus existiert nicht mehr) verlegt wurde, ist unklar.                                           | 4. Okt. 2023 | Nathan Bernfeld wurde am 17. Mai 1872 in Swittawka bei Brünn als Sohn von Jakob und Katharina Bernfeld geboren. In einer Tuchfabrik von Moses Löw-Beer absolviert er erfolgreich eine Lehre. Später wurde er in eine Fabrik von Moses Löw-Beer nach Sagan versetzt. Er übernahm dann den Posten des Direktors der „Vereinigten Märkischen Tuchfabriken“ in Luckenwalde. 1925 zog Bernfeld nach Spremberg, wo er als (tschechoslowakische Staatsbürger) Fabrikdirektor bei den jüdischen Textilfabrik Schnabl und der Textilfabrik Michelsohn & Ascher tätig war. Am 19. März 1932 heiratete er Ellen Hanisch. In den Jahren 1937–1938 war er zu mehreren Geschäftsreisen in der Schweiz, die er aber nicht zu Flucht nutzt. Nach der Reichspogromnacht wurde Bernfeld der Zugang zu den Textilfabriken verwehrt. Später verlor Bernfeld auch seine tschechoslowakische Staatsangehörigkeit und wurde als staatenloser Jude zur „Arbeit unter Aufsicht“ in Spremberg gezwungen. Seine Frau Ellen ließ sich trotz der Nachteile der Ehe einer Arierin mit einem Juden, nicht scheiden. Sie verzogen nun in die Pfortenstraße 8 (Lage der Stolpersteine) in eine Wohnung des Tuchmachers Heinze. Im Januar/Februar 1945 wurde Bernfeld verhaftet und nach Berlin in das Sammellager in der Schulstraße 78, eines der 15 Sammellager in Berlin für Juden vor der Deportation in die Vernichtungslager, verschleppt. Eine Deportation findet aber nicht mehr statt. Bernfeld kehrt zurück nach Spremberg und wohnt fortan am Friedrich Engeln Platz 5. Nach Ende des Zweiten Weltkrieges war Bernfeld wesentlich am Aufbau des Textilwerkes Spremberg beteiligt, dem er bis zum Schluss als Werkdirektor vorstand. Bernfeld stirbt am 19. Januar 1950. Der Name Nathan Bernfeld ist mit seinen Geburts- und Todesdaten auch auf dem Familien Grabstein des Textilfabrikanten Schnabl eingraviert. Die genauen Hintergründe dazu sind nicht bekannt. |
|              | HIER WOHNTE ELLEN BERNFELD GEB.HANISCH JG. 1898 SCHEIDUNG VERWEIGERT AUSGEGRENZT/DRANGSALIERT ÜBERLEBT                                                                   | Pfortenstraße 8 Die Pfortenstraße 8 ist nicht die letzte bekannte Wohnadresse der Familie Bernfeld. Die letzte bekannte Wohnadresse lautet Friedrich Engels Platz 5 in Spremberg. Warum der Stolperstein in der Pfortenstraße und nicht in der Nähe der letzten Wohnadresse (Haus existiert nicht mehr) verlegt wurde, ist unklar.                                           | 4. Okt. 2023 | Ellen Hanisch wurde am 16. Januar 1898 in Luckenwalde geboren. Sie erlernte keinen Beruf und war im Geschäft ihrer Eltern tätig. Am 19. März 1932 heiratete sie Nathan Bernfeld zu dem sie nach Spremberg zog. Mit der Reichspogromnacht vom 9. November 1938 sieht sich E. Bernfeld als Arierin den Schikanen des Regimes wegen der Ehe mit einem Juden ausgesetzt. Sie lässt sich aber trotz aller Schikanen nicht scheiden. Mit der Deportation ihres Mannes im Januar/Februar 1945, wurde sie zur Zwangsarbeit verpflichtet. Nach Ende des Zweiten Weltkrieges lebt sie bis zu ihrem Tod am 13. Februar 1955 in Spremberg. |